# アンデス共同体
アンデス共同体（アンデスきょうどうたい、西：Comunidad Andina, CAN）は、アンデス地域を中心とした南アメリカおよびラテンアメリカの、統括的経済開発と均衡および自治を目的とした国家共同体である。

## 概説
加盟国は、ボリビア、コロンビア、エクアドル、ペルーの4ヶ国。1996年まではアンデス貿易協定 (Pacto Andino)やアンデスグループ (Grupo Andino)と呼ばれることも多かった。
1969年5月26日の「カルタヘナ合意」に基づいて設立され、ペルーのリマに本部がある。アンデス共同体は、国際連合総会オブザーバーである。
ベネズエラは2006年まで加盟国であった。また、チリは発足当初は加盟国であったが、ピノチェト軍事政権下の1976年に脱退、2006年9月20日に準加盟国として再参加している。
加盟4カ国の総人口は約1億人、面積は3,798,000km2。

## アンデスパスポート
2003年より、この4ヶ国の国民は身分証明書の提示だけで（パスポート無しで）相互に自由に行き来できるようになっている。
また、これに先立って、2001年6月に結ばれた協定504番により、アンデス共同体としてのパスポートが作られた。このパスポートを持つ者は査証無しで加盟国間を行き来できる。

## 加盟国
（括弧）内は加盟年
現在の加盟国
- ボリビア (1969)
- コロンビア (1969)
- エクアドル (1969)
- ペルー (1969)

準加盟国
- アルゼンチン (2005)
- ブラジル (2005)
- チリ（加盟国 1969-1976, オブザーバー加盟国 1976-2006, 準加盟国 2006から）
- パラグアイ (2005)
- ウルグアイ (2005)

オブザーバー加盟国
- メキシコ
- パナマ

元加盟国
- ベネズエラ (1973-2006)